# Рымкулов, Куаныш Амангельдиевич
Куаныш Амангельдиевич Рымкулов (каз. Қуаныш Рымқұлов; род. 19 января 1972, Алма-Ата) — советский и казахстанский тяжелоатлет. Участник летних Олимпийских игр 1996 года.

## Биография
Куаныш Рымкулов родился 19 января 1972 года в городе Алма-Ата (сейчас в Казахстане).
Начал заниматься тяжёлой атлетикой в 9-летнем возрасте под руководством отца, заслуженного тренера Казахстана Амангельды Рымкулова.
В 1993 году окончил Казахский институт физической культуры по специальности «тренер-преподаватель по физической культуре и спорту».
В том же году был призван на службу в Вооружённые силы Казахстана. В 1994 году подписал контракт на сверхсрочную службу, получив звание лейтенанта внутренней службы МВД Казахстана и став старшим инструктором по физподготовке.
В 1996 году вошёл в состав сборной Казахстана на летних Олимпийских играх в Атланте. В весовой категории до 83 кг не смог ни в одной из трёх попыток поднять начальный вес 155 кг в рывке и выбыл из соревнований.
В 1999 году участвовал в чемпионате мира в Пирее. В весовой категории до 85 кг занял 28-е место, подняв в сумме двоеборья 345 (160+185) кг и уступив 45 кг победителю Шахину Нассиринии из Ирана.
В 2000 году участвовал в чемпионате Азии в Осаке. В весовой категории до 85 кг занял 6-е место, подняв в сумме двоеборья 335 (155+180) кг и уступив 15 кг завоевавшему золото Миталу Гарипову из Кыргызстана. При этом показал 3-й результат в рывке (155 кг).
Мастер спорта СССР (1988). Мастер спорта международного класса Казахстана  (1994).
В 1998 году окончил аспирантуру Казахского института физической культуры.
В 1999 году перешёл на службу старшим инспектором департамента налоговой полиции, в 2001 году получил звание майора.
В 2002 году окончил Казахстанский институт экономики и права по специальности «юрист».
В 2004 году стал финансовым директором Алма-Атинского таксомоторного парка № 1.
В 2012 году окончил университет экономики и права, получив степень магистра делового администрирования.
В 2020 году стал старшим преподавателем кафедры социальных дисциплин Алма-Атинского университета энергетики и связи им. Гумарбека Даукеева.

## Семья
Отец — Амангельды Курманович Рымкулов, советский тяжелоатлет, советский и казахстанский тренер. Первый казахстанец, ставший мастером спорта СССР по тяжёлой атлетике. Заслуженный тренер Казахстана.
Мать — Алтынай Ергожаева, казахстанский тренер по художественной гимнастике.
Есть четверо братьев, все они — мастера спорта международного класса и мастера спорта Казахстана по тяжёлой атлетике. Одна из четырёх сестёр Карлыгаш — мастер спорта Казахстана по художественной гимнастике.